# Arkadiusz Świętosławski
Arkadiusz Świętosławski (ur. 14 stycznia 1979 w Łodzi) – polski piłkarz występujący na pozycji napastnika w klubie Sokół Aleksandrów Łódzki. 

## Kariera klubowa
Występował w Widzewie Łódź, Pelikanie Łowicz, Turze Turek oraz Sokole Aleksandrów Łódzki. Grając w łódzkim klubie zadebiutował w młodzieżowej reprezentacji Polski, zapisał na swoim koncie również 17 występów w Ekstraklasie. W sezonie 1996/1997 sięgnął z Widzewem Łódź po mistrzostwo Polski. 

## Sukcesy

### Widzew Łódź
- Mistrzostwo Polski: 1996/1997